# 유아사 아미

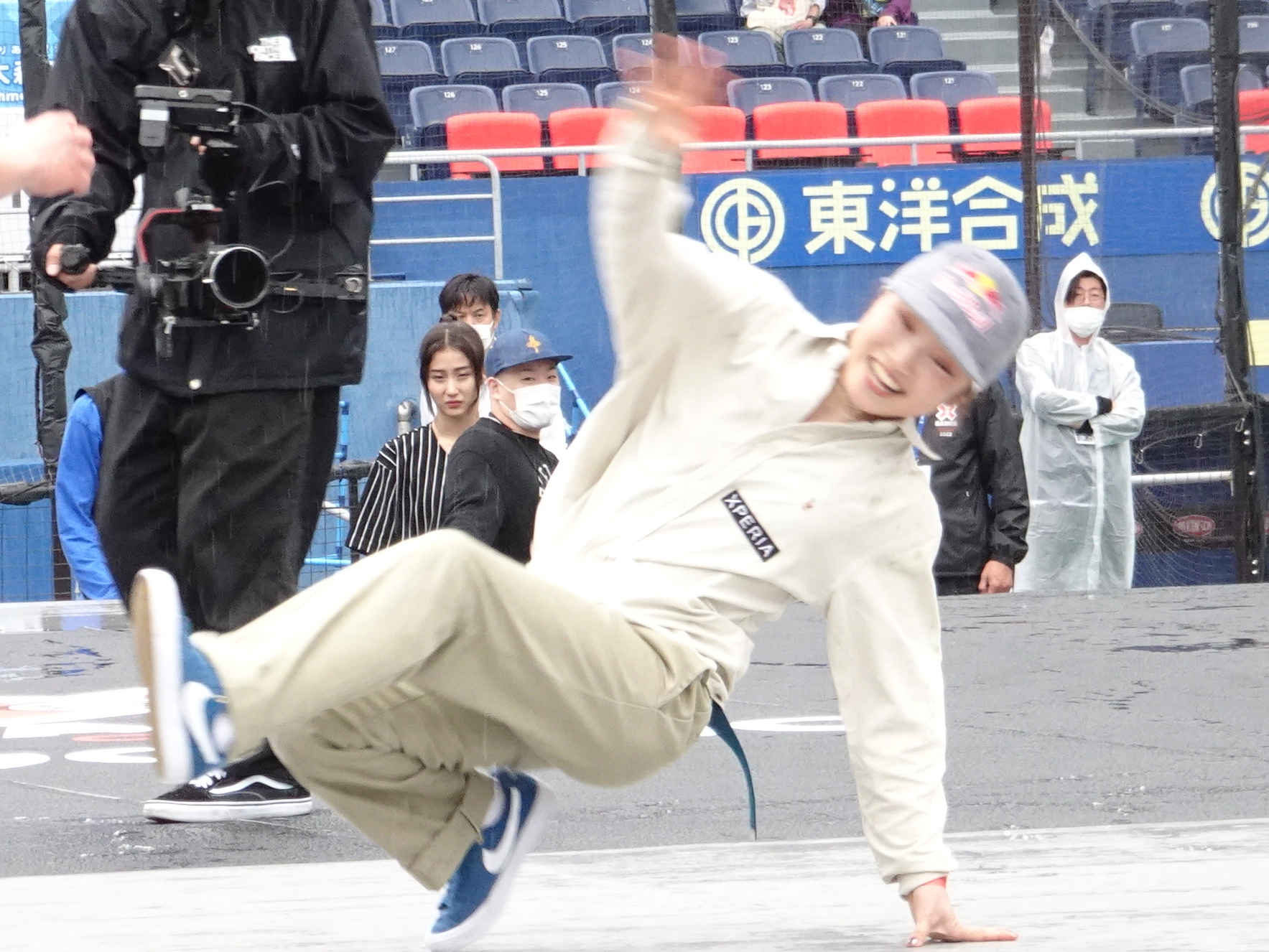

유아사 아미(湯浅亜実, 1998년 12월 11일 ~ )는 아미라고도 알려진 일본의 브레이크 댄서이자 올림픽 금메달리스트이다. 그녀는 2018년과 2023년 레드불 비씨 원 월드 챔피언십, 2019년과 2022년 WDSF 월드 브레이킹 챔피언스에서 우승했다. 굿 풋 크루(Good Foot Crew)의 멤버이다.
2024년 하계 올림픽 브레이킹 여자 부문 금메달을 획득했다.